# 劉振之 (崇禎舉人)
劉振之（？年—？年），字而強，浙江慈谿縣（今浙江省慈溪市）人。明朝政治人物。

## 生平
崇禎三年（1630年）舉庚午科浙江鄉試。以教諭遷河南鄢陵縣知縣。崇禎十四年十二月（1642年初），李自成陷許州，知州王應翼等被殺。自許州以南，再無堅城。鄢陵有奸人暗中通敵，倡言城小，宜速投降，被劉振之怒而叱退。典史杜邦舉道：「城存與存，亡與亡，人臣大義，公言是。」劉振之於是集合吏民共守。不久，闖兵蜂至，城陷。劉振之秉笏坐於衙門大堂。闖軍索縣印，劉振之不給，被綁置於雪中三日夜，罵不絕口，最後死於亂刃之下。朝廷追贈光祿寺丞。